# Bačevac (Gradina)
Bačevac falu Horvátországban Verőce-Drávamente megyében. Közigazgatásilag Gradinához tartozik.

## Fekvése
Verőce központjától légvonalban 8, közúton 12 km-re északkeletre, községközpontjától 2 km-re nyugatra, Nyugat-Szlavóniában, a Drávamenti-síkságon, Lukács és Gradina között fekszik.

## Története
A falu területe már a középkorban is lakott volt. Ezt igazolják a Kiselica felé vezető út hídjának közelében 1995-ben feltárt régészeti lelőhely középkori leletei. Az itt állt települést valószínűleg az 1532-es török hadjárat pusztította el. Miután 1684-ben Verőcét felszabadították a török uralom alól területe majdnem teljesen lakatlan volt és rengeteg szántóföld maradt műveletlenül. Ezért a bécsi udvar elhatározta, hogy a földeket a betelepítendő családok között osztja fel. A betelepülő horvát családok Kapronca, Kőrös és Szentgyörgyvár vidékéről jöttek.
Az első katonai felmérés térképén „Dorf Vacsovacz” néven találjuk. Lipszky János 1808-ban Budán kiadott repertóriumában „Bachevacz” néven szerepel. Nagy Lajos 1829-ben kiadott művében „Bacsevacz” néven 52 házzal, 349 katolikus vallású lakossal találjuk. Verőce vármegye Verőcei járásának része volt.
A településnek 1857-ben 378, 1910-ben 608 lakosa volt. 1910-ben a népszámlálás adatai szerint lakosságának 84%-a horvát, 13%-a német anyanyelvű volt. Az I. világháború után 1918-ban az új szerb-horvát-szlovén állam, majd később (1929-ben) Jugoszlávia része lett. 1923. július 26-án nagy tűzvész pusztított a településen, melyben a település harmada, mintegy 35 ház égett le. 1938-ban megalapították az önkéntes tűzoltóegyletet. 1991-ben 494 főnyi lakosságának 99%-a horvát nemzetiségű volt. 2011-ben falunak 370 lakosa volt.

## Lakossága
| Lakosság változása | Lakosság változása | Lakosság változása | Lakosság változása | Lakosság változása | Lakosság változása | Lakosság változása | Lakosság változása | Lakosság változása | Lakosság változása | Lakosság változása | Lakosság változása | Lakosság változása | Lakosság változása | Lakosság változása | Lakosság változása |
| ------------------ | ------------------ | ------------------ | ------------------ | ------------------ | ------------------ | ------------------ | ------------------ | ------------------ | ------------------ | ------------------ | ------------------ | ------------------ | ------------------ | ------------------ | ------------------ |
| 1857               | 1869               | 1880               | 1890               | 1900               | 1910               | 1921               | 1931               | 1948               | 1953               | 1961               | 1971               | 1981               | 1991               | 2001               | 2011               |
| 378                | 424                | 455                | 517                | 552                | 608                | 630                | 699                | 697                | 701                | 656                | 600                | 534                | 494                | 475                | 370                |

## Nevezetességei
A faluban már 1757 óta állt egy fa harangláb. A 20. század elején a falu közepén egy kis Jézus szíve kápolnát építettek, mely mindössze 4 m² területű volt. Már ekkor felmerült az igény egy nagyobb kápolna építésére. Végül úgy határoztak, hogy megvásárolják a kápolna mögötti házat és ezt alakítják át kápolnává. A munkák 1960. július 20-án meg is kezdődtek, de a kommunista hatóságok sokáig hátráltatták az építést, így az csak 1962-re fejeződhetett be. Mivel a falu nagy részét elpusztító nagy tűzvész Szent Anna napján történt a hívek akaratából a kápolnát az ő védelme alá helyezték. A kápolnát 2007-ben teljesen megújították.

## Oktatás
A településen a gradinai elemi iskola alsó tagozatos területi iskolája működik.

## Sport
Az NK Brana Bačevac labdarúgóklubot 1975-ben alapították.